# La Haye-de-Calleville
La Haye-de-Calleville is een gemeente in het Franse departement Eure (regio Normandië) en telt 221 inwoners (1999). De plaats maakt deel uit van het arrondissement Bernay.

## Geografie
De oppervlakte van La Haye-de-Calleville bedraagt 2,9 km², de bevolkingsdichtheid is 76,2 inwoners per km².
De onderstaande kaart toont de ligging van La Haye-de-Calleville met de belangrijkste infrastructuur en aangrenzende gemeenten.

## Demografie
Onderstaande figuur toont het verloop van het inwonertal (bron: INSEE-tellingen).